# Nhà hát múa rối Banialuka

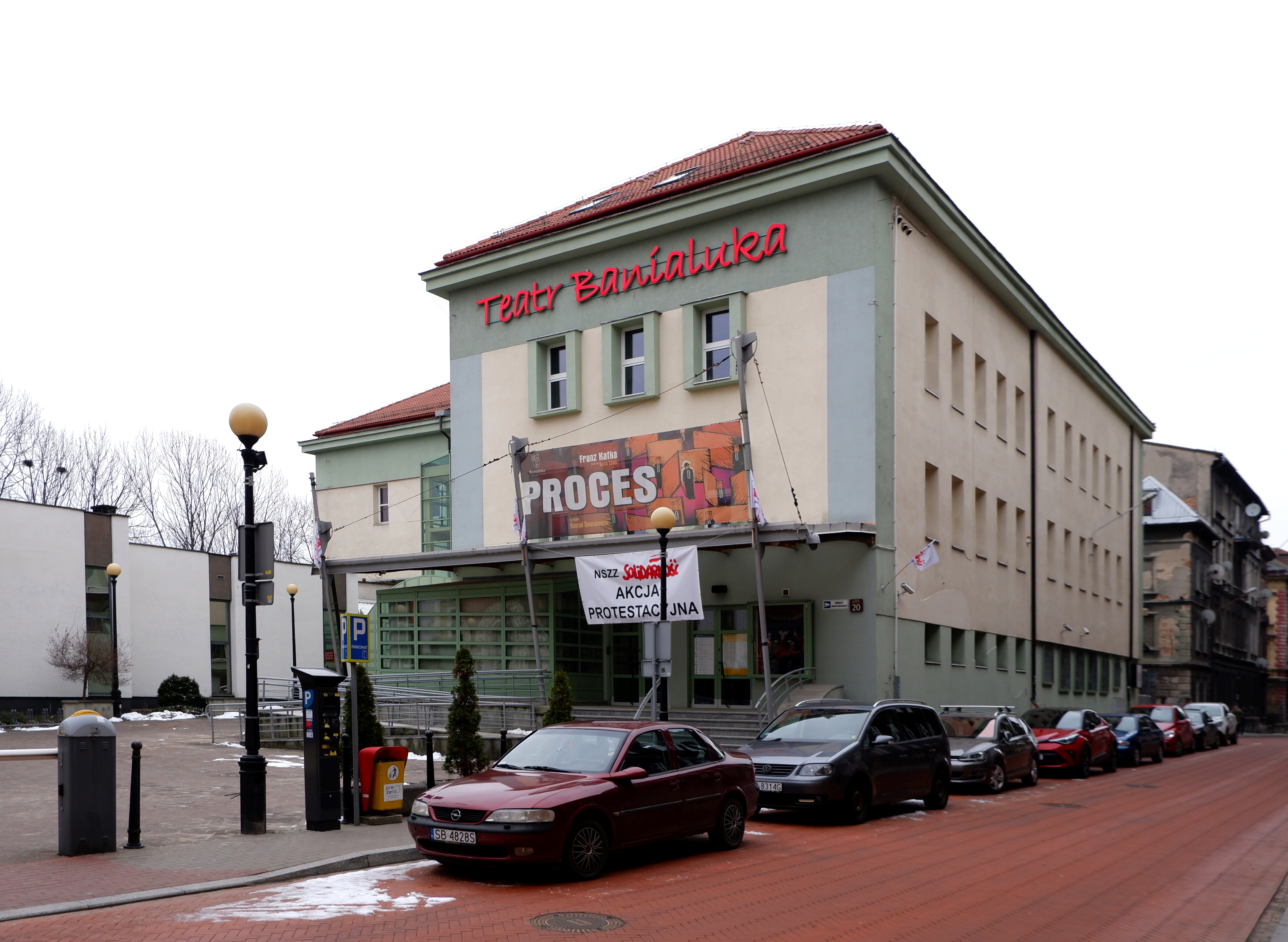
Nhà hát múa rối Banialuka ở Bielsko-Biała

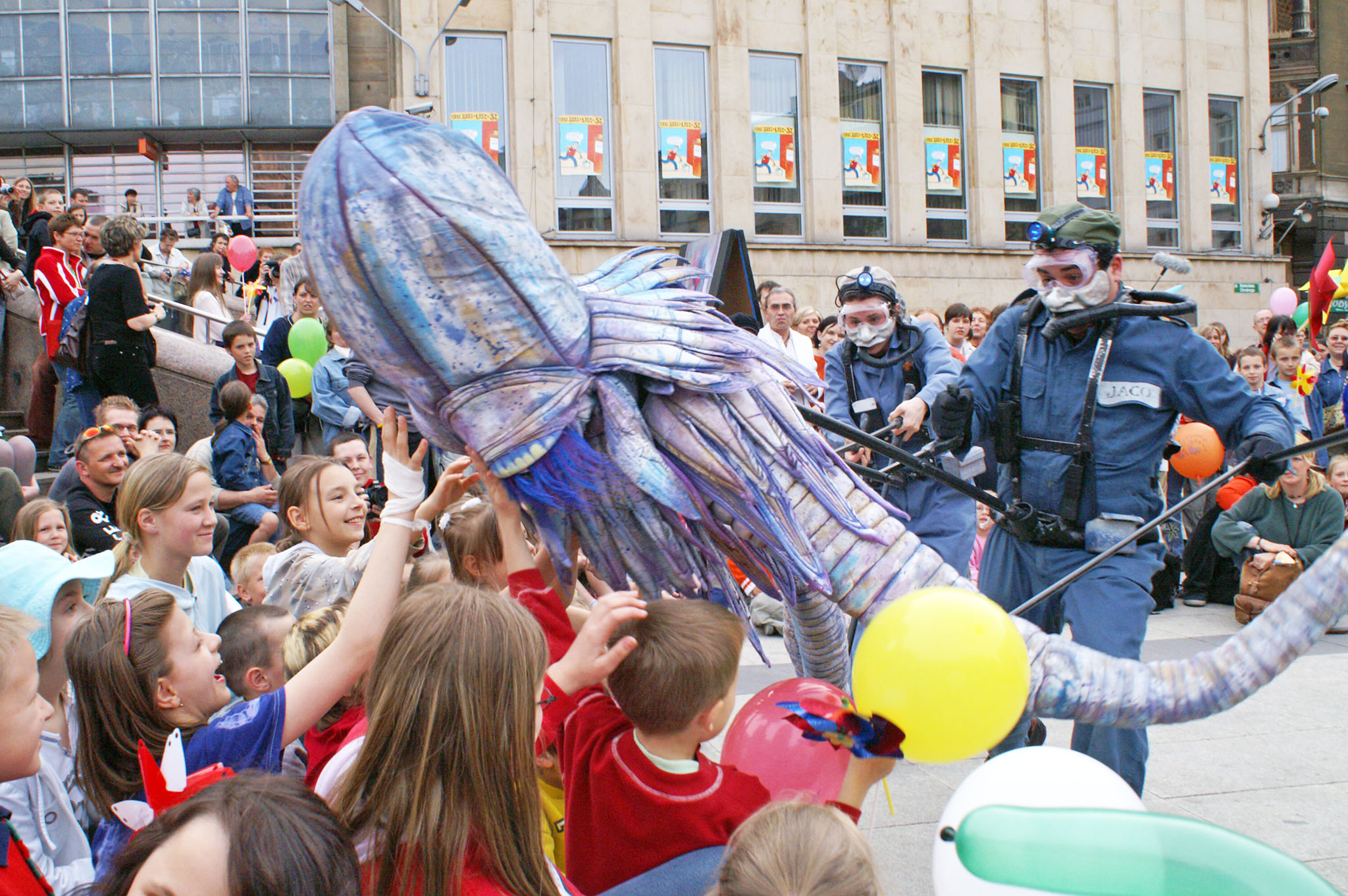
Liên hoan Nghệ thuật Múa rối Quốc tế, Bielsko-Biała: một buổi biểu diễn đường phố Dziwolągarium (2006)

Nhà hát múa rối Banialuka (tiếng Ba Lan: Teatr Lalek Banialuka) là một trong những sân khấu múa rối lâu đời nhất ở Ba Lan, tọa lạc ở thành phố Bielsko-Biała. Đây cũng là một trong những nhà hát nổi tiếng nhất ở Ba Lan cũng như trên thế giới.
Nhà hát được thành lập vào năm 1947 bởi hai nghệ sĩ Jerzy Zitzman và Zenobiusz Zwolski. Nhà hát múa rối Banialuka cũng nổi tiếng với những màn trình diễn xuất sắc khi đội ngũ nghệ sĩ đến thăm hàng chục quốc gia trên thế giới, chẳng hạn như Nhật Bản, Chile và Hoa Kỳ.

## Tiết mục
Các tiết mục của Nhà hát múa rối Banialuka vô cùng hấp dẫn, hướng tới mọi đối tượng: thu hút từ khán giả nhỏ tuổi, những người trẻ tuổi, gia đình ở Bielsko-Biała cho đến những du khách nước ngoài yêu nghệ thuật. Các buổi biểu diễn được đánh giá cao bởi cả công chúng và giới phê bình. Điều này được thể hiện qua hàng chục giải thưởng nghệ thuật danh giá được trao cho Nhà hát, với các vở diễn múa rối nổi tiếng như: W beczce chowany (2008), Baśń o Rycerzu bez Konia (2007), Diabelskie Figle (2007) hay Siała baba mak (2006).

## Sự kiện
Kể từ năm 1966, Nhà hát múa rối Banialuka là đơn vị tổ chức Liên hoan Nghệ thuật Múa rối Quốc tế. Liên hoan này được tổ chức hai năm một lần. Hơn 350 nhà hát từ khoảng 50 quốc gia và vùng lãnh thổ trên thế giới đã biểu diễn tại Bielsko-Biała, chẳng hạn như Nhật Bản, Trung Quốc, Hồng Kông, Cuba, Togo, Úc, Argentina, Brazil, Canada, Hoa Kỳ, Mông Cổ, Iran, New Zealand, Ấn Độ và Việt Nam.
Năm 2020, Jacek Popławski, giám đốc Nhà hát múa rối Banialuka, cho biết Liên hoan Nghệ thuật Múa rối Quốc tế lần thứ 29 (2020) tại Bielsko-Biała đã bị hủy bỏ do đại dịch Covid-19 và sẽ được tổ chức vào tháng 5 năm 2022.